# Shirozulite
La shirozulite è un minerale appartenente al gruppo delle miche.